# Jakob Mittermeier
Jakob Mittermeier (* 6. Juni 1939 in Aufhausen bei Erding) ist ein deutscher Politiker (CSU).
Mittermeier besuchte die Volksschule Altenerding und das Domgymnasium Freising, wo er 1959 sein Abitur machte. Er studierte Mathematik und Physik an der Technischen Universität München und war danach als Lehrer in diesen Fächern an verschiedenen Realschulen sowie zuletzt als 1. Konrektor und stellvertretender Schulleiter tätig. 1992 wurde er Leiter der Lena-Christ-Realschule in Markt Schwaben.
1966 trat Mittermeier in die CSU ein. Ab 1972 war er Mitglied des Erdinger Stadtrats und des Kreistags von Erding. Von 1978 bis 1990 war er im Stimmkreis Erding direkt gewähltes Mitglied des Bayerischen Landtags. Am 9. Mai 1994 rückte er für den verstorbenen Martin Haushofer nach und war so noch einmal bis zum 13. Oktober 1994 Abgeordneter.